# Ладыгин, Николай Львович
Николай Львович Ладыгин (род. 20 мая 1954, Курган) — советский и украинский хоккеист, защитник.

## Биография
В сезоне 1971/72 дебютировал в первенстве СССР в составе команды класса «Б» «Полиграфмаш» Шадринск. В следующем сезоне выступал за молодёжный состав СК им. Салавата Юлаева (Уфа). C сезона 1973/74 стал играть за клуб второй лиги «Торпедо» Минск. В следующем сезоне в рамках прохождения армейской службы перешёл в СКА МВО Липецк из первой лиги. На том же уровне провёл сезон 1976/77 в ижевской «Ижстали» Со следующего сезона стал выступать за киевский «Сокол», с которым сразу же вышел в высшую лигу. Отыграл в чемпионате СССР восемь сезонов и после года, проведённого в команде первой лиги ШВСМ Киев, стал выступать за югославскую «Олимпию» Любляна. В сезоне 1991/92 провёл пять матчей за ШВСМ, в сезоне 1993/94 играл за шотландский «Дамфрис Викингс».
В 2004—2018 годах — европейский скаут клуба НХЛ «Торонто Мейпл Лифс».
Сыновья Кирилл (род. 1982) и Николай (род. 1983) также играли в хоккей. Кирилл в 2003—2009 годах был европейским скаутом клуба НХЛ «Колорадо Эвеланш».